# 23068 Tyagi
23068 Tyagi este un asteroid din centura principală de asteroizi.

## Descriere
23068 Tyagi este un asteroid din centura principală de asteroizi. A fost descoperit pe 7 decembrie 1999 la Socorro, New Mexico, în cadrul proiectului LINEAR. Asteroidul prezintă o orbită caracterizată de o semiaxă mare de 2,53 ua, o excentricitate de 0,16 și o înclinație de 2,3° în raport cu ecliptica.